# Фракія (фема)
Фема Фракія (грец. θέμα Σεβαστείας) — військово-адміністративна одиниця Візантійської імперії (фема), яка розташовувалась у Східній Фракії (сучасна Туреччина). Утворено близько 685 року. Припинила існування на початку XIV ст.

## Історія
За часів пізньої Римської імперії та ранньої візантійської імперію ця територія була частиною діоцезу Фракія. З 670-х років як турма увійшла до складу феми Опсікіон. Перша згадка про неї відноситься до 680 року. На її чолі стояли іпостратеги. 685 року виокремлено Фракію з Опсікіона, отримавши статус самостійної феми. Втім процес інституалізації ймовірно затягнувся до початку VIII ст. у зв'язку з частими змінами імператорів (Юстиінана II, Леонтія і Тиберія III). 700 року до феми переселено елінізованих слов'ян на чолі із вождем Мавром. Можливо, після низки невдач проти булгар фему було знову приєднано до Опсікіона. Напевне, справу створення Фракійської феми завершив вже Лев III.
Наприкінці 790-х років за наказом імператриці Ірини з феми Фракія було виокремлено фему Македонія. Фракійська фема відігравала значну роль під час війн з Болгарією (слугувала базою, звідки вирушали війська, водночас тут розташовувалися фортеці та довгі стіни й укріплення, що захищали Константинополь від ворожого вторгнення. Після переможних походів візантійського війська проти болгар з 1010-х років стає внутрішньою фемою
Значення Фракійської феми знову підвищується у 1040-х роках, коли почалися напади печенгів. Вона слугувала опорою у боротьбі з кочівниками за часів династії Дук та імператора Олексія I. З 1097 року, коли печенігам було завдано нищівної поразки, військова вага Фракії скорочується, але посилюється економічна.
У 1204 році після захоплення учасниками Четвертого хрестового походу Константинополя фема стає частиною Латинської імперії. У 1240-х роках імператор Іоанн III відвойовує цю фему, але незабаром стикається з намагання Болгарії захопити ці землі. Боротьба тривала й за наступного імператора Феодора II, який вимушений був поступитися Фракією. Лише імператор Михайло VIII зумів її відвоювати та відновив фему.
Фему Фракія було приєднано до феми Македонія в першій половині XIV ст., які надано в якості володіння співімператору Андроніку III.

## Адміністрація
Спочатку фема включала в себе територію дієцезу Фракія за винятком земель по Дунаю, захоплених болгарами, але після поразок візантійців від болгар межа поступово перемістилася на південь від Балканських гір приблизно до лінії сучасного болгарського кордону з Грецією і Туреччиною. Адміністративним центром спочатку було місто Адріанополь, згодом Аркадіополь.
На чолі стояв стратег (перша письмова згадка про нього відноситься до 741 року), що мав 3 розряд й отримував щорічну зарплатню у 24 лібри золотом. З XI ст. стало практикою поєднання посад стратегів фем Фракія і Македонія. Спочатку йому підпорядковувалося 6 тис. вояків, з початку IX ст. — 3 тис., з 2-ї пол. IX ст. — 5 тис.

## Відомі стратеги
- Никифор (741)
- Іоанн Куркуас (969—970)
- Никифор Ксіфій (1010-ті)